# Richterovi neboderi
Richterovi neboderi, poznati i pod nazivom Rakete, tri su stambene zgrade u zagrebačkom kvartu Vrbik, izgrađene u brutalističkom stilu (adresa Zeleni trg). 
Nacrt za zgrade izrađen je 1960-ih godina prema projektu studija Centar '51 arhitekata Berislava Šerbetića, Ljube Ivete, Vjenceslava Richtera i Olge Korenik. Izgradnja nebodera bila je završena 1968. godine. Prvotni projekt je nakon potresa u Skoplju 1963. bio modificiran kako bi zgrade izdržale potencijalni potres na svom području.
Najviša od tri zgrade visoka je 70 metara. U početku su sva tri nebodera trebali biti iste visine, ali je uočeno kako dva vanjska presjecaju put TV i radio-odašiljačima, pa su sagrađeni do primjerene visine.